# Solamente Julia
Solamente Julia est une telenovela chilienne diffusée depuis dans 2013 sur TVN.

## Acteurs et personnages
- Susana Hidalgo : Julia Sepúlveda
- Felipe Braun : Emilio Ibáñez
- Ignacia Baeza : Ángela García
- Patricio Achurra : Gerardo García
- Cecilia Cucurella : Beatriz Larraín
- Andrea Velasco : Isabel Larraín
- Santiago Tupper : Max Carvajal
- Tatiana Molina : Amelia Rojas
- Marcelo Valdivieso : Pedro Castillo
- Óscar Hernández : Manuel Muñoz
- Carolina Arredondo : Fernanda Salgado
- Ignacio Achurra : Marco Muñoz
- Jorge Velasco : Camilo Sepúlveda
- Andreína Chataing : Idannia Reyes
- Piero Macchiavello : Simón Ibáñez

## Diffusion internationale
| Pays            | Chaîne   | Titre           | Série première |
| --------------- | -------- | --------------- | -------------- |
| Chili           | TVN      | Solamente Julia | 11 mars 2013   |
| États-Unis      | TV Chile | Solamente Julia | 2017           |
| Canada          | TV Chile | Solamente Julia |                |
| Amérique latine | TV Chile | Solamente Julia |                |
| Europe          | TV Chile | Solamente Julia |                |
| Australie       | TV Chile | Solamente Julia |                |

### Sources
- (es) Cet article est partiellement ou en totalité issu de l’article de Wikipédia en espagnol intitulé « Solamente Julia » (voir la liste des auteurs).